# Roger Black
Roger Black, MBE (* 31. března 1966, Portsmouth, Hampshire) je bývalý britský atlet, který se věnoval hladké čtvrtce a štafetovým běhům, mistr Evropy v běhu na 400 metrů z let 1986 a 1990. Vyhrál Mistrovství Evropy juniorů v atletice 1985, Hry Commonwealthu v roce 1986 a na Letních olympijských hrách 1996 získal stříbrnou medaili. S britskou štafetou vyhrál mistrovství Evropy v letech 1986, 1990 a 1994 a mistrovství světa v letech 1991 a 1997. Jeho osobní rekord na 400 m je 44,37 s.
Kariéru ukončil pro zranění v roce 1998 a pak pracoval pro BBC. Účinkoval v pořadech Strictly Come Dancing a This Is Your Life. Působí jako motivační řečník a spolu s oštěpařem Stevem Backleym založil v roce 2008 společnost BackleyBlack LLP. Vydal autobiografickou knihu How Long's the Course? Byl mu udělen Řád britského impéria a čestný doktorát Univerzity v Southamptonu.